# Yeoford
Yeoford – wieś w Anglii, w hrabstwie Devon, w dystrykcie Mid Devon. Leży 15 km na północny zachód od miasta Exeter i 265 km na zachód od Londynu.